# Diplophos taenia
Diplophos taenia é uma espécie de peixe pertencente à família Gonostomatidae.
A autoridade científica da espécie é Günther, tendo sido descrita no ano de 1873.

## Portugal
Encontra-se presente em Portugal, onde é uma espécie nativa .

## Descrição
Trata-se de uma espécie marinha. Atinge os 27,6 cm de comprimento padrão nos indivíduos do sexo masculino.